# Railway Gazette International
Railway Gazette International (în traducere „Gazeta internațională a căilor ferate”) este o revistă lunară britanică de afaceri și un site web de știri care prezintă informații din industria căilor ferate, metroului, metroului ușor și tramvaiului din întreaga lume. Disponibilă prin abonament anual, revista este citită în peste 140 de țări de profesioniștii din industria transporturilor și factorii de decizie, managerii feroviari, inginerii, consultanții și furnizorii industriei feroviare.
O combinație de articole tehnice, comerciale și geografice, plus paginile de știri lunare, acoperă evoluțiile din toate aspectele industriei feroviare, inclusiv infrastructura, operațiunile, materialul rulant și semnalizarea.

## Istorie
Railway Gazette International a apărut în mai 1835 ca The Railway Magazine, când a fost fondată de Effingham Wilson⁠(d). Titlul Railway Gazette datează din iulie 1905, creat pentru a acoperi afacerile comerciale și financiare ale căilor ferate.
În aprilie 1914 a fuzionat cu The Railway Times, care a încorporat Herapath's Railway Journal⁠(d), iar în februarie 1935 a absorbit Railway Engineer. În această perioadă, a absorbit și The Railway News. Apoi a reflectat toate aspectele activității feroviare, în special din Imperiul Britanic dar și în alte zone ale lumii care au folosit tehnologie similară.
În ianuarie 1964 a fuzionat cu publicația soră Diesel Railway Traction și apariția acesteia a fost redusă de la săptămânal la două săptămâni.
În octombrie 1970 a fost redenumită Railway Gazette International și a apărut doar lunar.
Railway Gazette International face parte din Railway Gazette Group⁠(d), ea însăși parte a DVV Media Group. A făcut parte din Reed Business Information până la 1 aprilie 2007.

## Apariție și tiraj
Railway Gazette International este publicată lunar, iar Metro Report International de două ori pe an. În 2022 a avut un tiraj de 11.878 de exemplare tipărite.

## Railway Gazette Group
Railway Gazette Group publică Railway Gazette International, cu știri și articole despre căile ferate din întreaga lume, precum și unele știri despre transportul urban. Metro Report International se concentrează pe transportul urban. Railway Gazette China prezintă știri principale și urbane și este publicată în limba mandarină, în timp ce Rail Business UK prezintă industria feroviară din Regatul Unit.